# Gerry Saurer
Gerry Saurer (ur. 1945 – zm. 20 lipca 1992) – austriacki trener piłkarski.

## Kariera trenerska
W latach 1984–1985 Saurer prowadził kenijski klub AFC Leopards Nairobi. W 1990 roku został selekcjonerem reprezentacji Kenii. W 1992 roku poprowadził ją w Pucharze Narodów Afryki 1992, jednak Kenia odpadła z niego już po fazie grupowej.